# Metelne, Kiverți
Metelne (în ucraineană Метельне) este un sat în așezarea urbană Țuman din raionul Kiverți, regiunea Volînia, Ucraina.

## Demografie
Componența lingvistică a localității Metelne
     Ucraineană (99,72%)
     Alte limbi (0,28%)
Conform recensământului din 2001, majoritatea populației localității Metelne era vorbitoare de ucraineană (99,72%), existând în minoritate și vorbitori de alte limbi.